# Live at Rockpalast (album, John Cale)
Live at Rockpalast je koncertní album a koncertní DVD Johna Calea, vydané v roce 2010. Na prvním disku je koncert s rockovovou kapelou ze dne 14. října 1984 a na druhém je sólový koncert Calea z 6. března 1983. Oba koncerty byly natočeny pro televizní pořad Rockpalast.

## Seznam skladeb
| Disk 1 | Disk 1                              | Disk 1                                                                      | Disk 1                               | Disk 1 |
| Pořadí | Název                               | Autor                                                                       | Původní album                        | Délka  |
| ------ | ----------------------------------- | --------------------------------------------------------------------------- | ------------------------------------ | ------ |
| 1.     | Autobiography                       | John Cale                                                                   | —                                    | 4:39   |
| 2.     | Oh La La                            | Cale, Larry Sloman                                                          | John Cale Comes Alive (1984)         | 2:38   |
| 3.     | Evidence                            | Cale                                                                        | Sabotage/Live (1984)                 | 3:24   |
| 4.     | Magazines                           | Cale, David Young                                                           | Caribbean Sunset (1984)              | 3:36   |
| 5.     | Model Beirut Recital                | Cale, Young                                                                 | Caribbean Sunset (1984)              | 3:29   |
| 6.     | Streets of Laredo                   | tradicionál                                                                 | Honi Soit (1981)                     | 2:40   |
| 7.     | Dr. Mudd                            | Cale                                                                        | Sabotage/Live (1979)                 | 3:46   |
| 8.     | Leaving It Up to You                | Cale                                                                        | Helen of Troy (1975)                 | 5:43   |
| 9.     | Caribbean Sunset                    | Cale, Sloman                                                                | Caribbean Sunset (1984)              | 4:40   |
| 10.    | The Hunt                            | Cale, Young                                                                 | Caribbean Sunset (1984)              | 3:45   |
| 11.    | Fear Is a Man's Best Friend         | Cale                                                                        | Fear (1974)                          | 3:44   |
| 12.    | Heartbreak Hotel                    | Mae Boren Axton, Tommy Durden, Elvis Presley                                | Slow Dazzle (1975)                   | 4:01   |
| 13.    | Paris 1919                          | Cale                                                                        | Paris 1919 (1973)                    | 3:49   |
| 14.    | Waiting for the Man                 | Lou Reed                                                                    | The Velvet Underground & Nico (1967) | 6:09   |
| 15.    | Mercenaries (Ready for War)         | Cale                                                                        | Sabotage/Live (1979)                 | 9:13   |
| 16.    | Pablo Picasso“ / „Love Me Two Times | Jonathan Richman / Jim Morrison, Robby Krieger, Ray Manzarek, John Densmore | Helen of Troy (1975) / —             | 9:03   |
| 17.    | Close Watch                         | Cale                                                                        | Helen of Troy (1975)                 | 2:38   |

| Disk 2         | Disk 2                      | Disk 2                 | Disk 2                               | Disk 2 |
| Pořadí         | Název                       | Autor                  | Původní album                        | Délka  |
| -------------- | --------------------------- | ---------------------- | ------------------------------------ | ------ |
| 1.             | Ghost Story                 | Cale                   | Vintage Violence (1970)              | 2:47   |
| 2.             | Ship of Fools               | Cale                   | Fear (1974)                          | 2:55   |
| 3.             | Leaving It Up to You        | Cale                   | Helen of Troy (1975)                 | 3:58   |
| 4.             | Amsterdam                   | Cale                   | Vintage Violence (1970)              | 2:49   |
| 5.             | Child's Christmas in Wales  | Cale                   | Paris 1919 (1973)                    | 4:03   |
| 6.             | Buffalo Ballet              | Cale                   | Fear (1974)                          | 2:57   |
| 7.             | Antarctica Starts Here      | Cale                   | Paris 1919 (1973)                    | 2:36   |
| 8.             | Taking It All Away          | Cale                   | Slow Dazzle (1975)                   | 2:41   |
| 9.             | Riverbank                   | Cale                   | Honi Soit (1981)                     | 3:36   |
| 10.            | Paris 1919                  | Cale                   | Paris 1919 (1973)                    | 3:54   |
| 11.            | Guts                        | Cale                   | Slow Dazzle (1975)                   | 3:06   |
| 12.            | Chinese Envoy               | Cale                   | Music for a New Society (1982)       | 3:38   |
| 13.            | Thoughtless Kind            | Cale                   | Music for a New Society (1982)       | 2:14   |
| 14.            | Only Time Will Tell         | Cale                   | Sabotage/Live (1979)                 | 2:22   |
| 15.            | Cable Hogue                 | Cale                   | Helen of Troy (1975)                 | 3:37   |
| 16.            | Dead or Alive               | Cale                   | Honi Soit (1981)                     | 3:17   |
| 17.            | Waiting for the Man         | Reed                   | The Velvet Underground & Nico (1967) | 4:46   |
| 18.            | Heartbreak Hotel            | Axton, Durden, Presley | Slow Dazzle (1975)                   | 4:41   |
| 19.            | Chorale                     | Cale                   | Sabotage/Live (1979)                 | 2:49   |
| 20.            | Fear Is a Man's Best Friend | Cale                   | Fear (1974)                          | 3:53   |
| 21.            | Close Watch                 | Cale                   | Helen of Troy (1975)                 | 2:50   |
| 22.            | Streets of Laredo           | tradicionál            | Honi Soit (1981)                     | 2:25   |
| Celková délka: | Celková délka:              | Celková délka:         | Celková délka:                       | 148:51 |

## Sestava
- John Cale – zpěv, kytara, klávesy, klavír
- David Lichtenstein – bicí (disk 1)
- Andy Heermans – baskytara (disk 1)
- David Young – kytara (disk 1)